# Más allá de ti
Más allá de ti (no Brasil: Para Além de Você) é uma série de televisão na Internet de Suspense e crime sobrenatural produzida por Rosy Ocampo para a  TelevisaUnivision em 2023. A série é uma história original de Pedro Armando Rodríguez e Claudia Velazco. A série está programada para estrear no Vix+ em 26 de maio de 2023.
Protagonizada por Ariadne Díaz, Sebastián Rulli e Dominika Paleta, juntamente com um elenco.

## Elenco
- Ariadne Díaz - Amanda "Amy" Rodríguez de Narris
- Sebastián Rulli - David Salgado
- Lisa Owen - Bethanie "Beth" Harris
- Dominika Paleta - Caroline Salgado
- Patricia Reyes Spíndola - Zenaida
- Arturo Ríos - Isaac Stevenson
- María Perroni - Samantha Lucas
- Emilio Beltrán - Matthew "Matt" Harris Rodríguez
- Gustavo Sánchez Parra - Efrén Hinojosa "El Pollero"
- Ari Brickman - Nolan Turner
- Salvador Sánchez - Crisanto Pescador
- Nacho Tahhan - James Harris
- Antonio Fortier - Larry Villegas
- Pedro de Tavira - Alan Walton
- Juan Carlos Beyer - Sheriff Longoria
- Jacobo Lieberman - Ethan Howard
- Artús Chávez - Oliver Barnes
- Mikael Lacko - Walter Clayton
- Virgilio Delgado - Milton Alvino
- Pilar Padilla - Dolores Flores de Alvino
- Azalia Ortiz - Guillermina Larios
- Angélica Lara - Tía Gloria
- Paulina Treviño - Lauren Lucas
- Víctor Weinstock - George Sosa
- Vitter Leija - William "Willy"
- Adrián Aguirre - Roger Núñez
- Manuel Gorka - Dr. Resnik
- Anna Silvetti - la Jueza Palmer
- Francisco Rubio - el Teniente Zavala
- Christopher Aguilasocho - el Dr. Horacio Ulloa
- Héctor Molina - Conrado Molina
- Eli Nassau - Virgilio Ugalde
- Gabriela Núñez - la madre de Mary
- Gina Varela - Guadalupe Bahena
- Regina Alejandra Jiménez - María "Mary" Larios
- Maximiliano Garibay - Jayden
- Adriana Cárdena - la Sra. Flores
- Marco Antonio Silva - el Juez Moncada

## Produção
Em 16 de fevereiro de 2022, a série foi anunciada como um dos títulos de lançamento da plataforma TelevisaUnivision, Vix+. As filmagens da série começaram em 17 de outubro de 2022. As filmagens ao ar livre foram filmadas na Cidade do México e Baja California. A série está marcada para estrear em 26 de maio de 2023.